# Ливенка (Белгородская область)
Ливенка — село в Красногвардейском районе Белгородской области России, центр Ливенского сельского поселения. Железнодорожная станция (Палатовка).

## География
Село расположено в 25 км к югу от райцентра Бирюч. К западу в 30 км от посёлка Волоконовка. К Северо-западу в 29 км от города Валуйки.

## История
Село Ливенка основана в 1681 году на месте слияния речек Малый Валуй и Большой Валуй по указу царя, как город (крепость) Новый Палатов на Полатовском валу Изюмской оборонительной черте, который позже получил название Ливенцева слобода, в память о ее основателе атамане Василия Ливенцева.
В 1779 году Ливенка стала уездным городом Воронежской губернии, а в 1781 году 29 декабря Правительствующий Сенат учредил герб городу Ливенск. Был создан Ливенский уезд. В него входили нынешняя территория Волоконовского, а также Вейделевского и Валуйского районов. Уездным городом Ливенск был до 1797 года, затем приписан к Бирючу. Ливенка того времени была выстроена по плану, утвержденному, Царем Алексеем  Михайловичем Романовым, имела много хороших строений, в том числе три церкви и один храм: церкви во имя Святой Троице, Николаевская, Казанская и храм Успенской Божьей Матери, который действует и в настоящее время и является одним из красивейших архитектурных памятников 17 века, охраняется государством как и Изюмская  оборонительная черта ( Турецкий  вал), проходящий с северной стороны нашего села. Основная часть населения села Ливенка были черкесы. Основное занятие земледелие и животноводство.

## Население
| 1859 | 1897  | 1979  | 2002  | 2008  | 2010  | 2021  |
| ---- | ----- | ----- | ----- | ----- | ----- | ----- |
| 3186 | ↘2860 | ↗4743 | ↘4087 | ↘3842 | ↗3870 | ↘3487 |

## Экономика
- Ливенский Комбикормовый Завод
- Ливенский Винный Завод
- Ливенский машиностроительный завод
- Кирпичный завод Красная Гвардия

## Известные уроженцы
- Дятлов, Александр Иванович — Герой Советского Союза.